# Цвєткова Валентина Петрівна
Валенти́на Петрі́вна Цвєтко́ва (23 квітня 1917, Астрахань — 27 листопада 2007, Ялта) — українська художниця; член Спілки художників СРСР з 1944 року та Ялтинської організації Спілки радянських художників України з 1960 року.

## Життєпис
Народилася 10 [23] квітня 1917 року в місті Астрахані (нині Російська Федерація) в сім'ї священника. Протягом 1930—1935 років навчалася в Астраханському художньому училищі, була ученицею Павла Власова.
У 1935—1938 роках працювала в товаристві «Художник» в Астрахані; у 1938—1940 роках — в майстерні при Будинку мистецтв у Ленінграді.
У 1950—1972 роках — член правління Кримського відділення Спілки радянських художників України. Мешкала в Ялті в будинку на вулиці Платонова, № 9А, квартира № 14, будинку на вулиці Тавричній, № 24 та у будинку на вулиці Бірюкова, № 30, квартира № 3. Померла в Ялті 27 листопада 2007 року.

## Творчість
Працювала у галузі станкового живопису, писала портрети, пейзажі, натюрморти. Серед робіт:
- «Натюрморт с хризантемами и фруктами» (1951);
- «Японська айва» (1952);
- «Човни» (1955);
- «Бузок» (1959);
- «Флокси» (1959);
- «Літній вечір» (1961);
- «Батьківщина Тараса» (1964);
- «Голубі квіти» (1967);
- «Хризантеми» (1967);
- «Натюрморт з японською айвою» (1969);
- «Польові квіти» (1970);
- «Квітуча гліцинія» (1971);
- «Весняний натюрморт з японською айвою» (1971—1972; Чернігівський художній музей)[3];
- «Флокси» (1972; Хмельницький художній музей)[6];
- «Стамбул. Рано-вранці» (1973);
- «Іспанський дрік» (1980);
- «Весна» (1980);
- «Квітучий Крим» (1985);
- «Гліцинія» (1986);
- «Байдарський монастир. Фороська церква» (1988);
- «Гірські трави» (1990—1994);
- «Цвіте мигдаль» (1990—1994);
- «Весняна Ялта» (1990—1994);
- «Початок весни» (1992);
- «Півонії» (1995);
- «Ромашки» (1997);
- «Бузок» (1997);
- «Японська магнолія» (1998);
- «Троянди» (2001).

Брала участь у мистецьких виставках з 1936 року (Астраханська картинна галерея), республіканських — з 1951 року, всесоюзних — з 1955 року, закордонних — з 1965 року, зокрема в Парижі в 1967 і 1968 роках, у виставці українських художників у Канаді в 1970 році. Персональні виставки провела у Києві у 1960, 1969, 1976, 1980 роках, Сімферополі у 1968, 1972, 1985 роках, Москві у 1968, 1980, 2001 роках, Астрахані, Кисловодську, Алупці у 1975 році, Керчі у 1976, 1978 роках, Ялті у 1954, 1975, 1978, 1979, 1997, 2002 роках.
Крім вище згаданих музеїв, роботи художниці представлені в Національному художньому музеї України, Харківському, Сумському, Сімферопольському художніх музеях, Астраханській картинній галереї, у Державній Третьяковській галереї в Москві, у Державному Російському музеї в Санкт-Петербурзі, у музеях Болгарії, Угорщини, Канади, Японії, Сполучених Штатів Америки, Франції, а також у приватних колекціях України, Росії, Німеччини, Сполучених Штатів Америки, Франції, Англії, Ізраїлю, Туреччини, Італії. 2007 року подарувала Ялті 75 своїх творів, які зберігаються у Ялтинському історико-літературному музеї.

## Відзнаки
ордени і медалі
- ордени Слави II ступеня, Вітчизняної війни I ступеня, княгині Ольги III ступеня (19 квітня 2007; за вагомий особистий внесок у розвиток українського образотворчого мистецтва, багаторічну плідну творчу діяльність та високу професійну майстерність)[9];
- медалі «За трудову доблесть», «За доблесну працю»[1];

почесні звання
- заслужений художник Української РСР (1985)[10];
- народний художник України (1997)[11];
- почесний громадянин Ялти (7 травня 1997)[12];
- заслужений діяч мистецтв Автономної Республіки Крим (18 квітня 2007; за значний особистий внесок у розвиток культури та образотворчого мистецтва, високу творчу майстерність та у зв'язку з зв'язку з 90-річчям від дня народження)[13].

## Вшанування
2002 року іменем художниці названо малу планету, котру відкрила Кримська астрофізична обсерваторія.